# Alonzo Dillard Folger

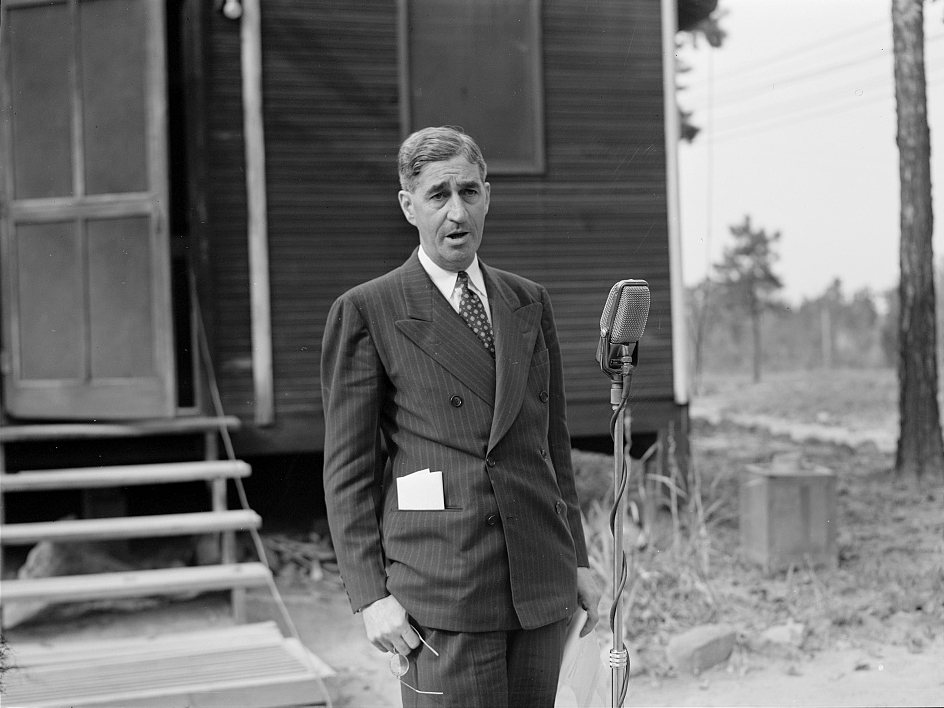
Alonzo Dillard Folger (1940)

Alonzo Dillard Folger (* 9. Juli 1888 in Dobson, Surry County, North Carolina; † 30. April 1941 in Mount Airy, North Carolina) war ein US-amerikanischer Politiker. Zwischen 1939 und 1941 vertrat er den Bundesstaat North Carolina im US-Repräsentantenhaus.

## Werdegang
Alonzo Folger besuchte die öffentlichen Schulen seiner Heimat und studierte danach bis 1912 an der University of North Carolina in Chapel Hill. Nach einem anschließenden Jurastudium an dieser Universität und seiner 1914 erfolgten Zulassung als Rechtsanwalt begann er in Dobson in diesem Beruf zu arbeiten. Später verlegte er seinen Wohnsitz und seine Kanzlei nach Mount Airy. Außerdem wurde er im Bankgewerbe tätig. Zwischen 1932 und 1938 fungierte er als Kurator der University of North Carolina. Im Jahr 1937 war er für zwei Monate Richter am Superior Court des Staates.
Folger war Mitglied der Demokratischen Partei. Von 1936 bis 1941 gehörte er dem Democratic National Committee an. Bei den Kongresswahlen des Jahres 1938 wurde er im fünften Wahlbezirk von North Carolina in das US-Repräsentantenhaus in Washington, D.C. gewählt, wo er am 3. Januar 1939 die Nachfolge von Franklin Wills Hancock antrat. Nach einer Wiederwahl konnte er bis zu seinem Tod am 30. April 1941 im Kongress verbleiben. Dort wurden damals die letzten New-Deal-Gesetze verabschiedet.
Alonzo Folger starb bei einem Autounfall in seinem Wohnort Mount Airy. Bei einer Nachwahl wurde sein älterer Bruder John zu seinem Nachfolger in den Kongress gewählt.